# Abdullah Mu'adzam Shah di Kedah
Paduka Sri Sultan 'Abdu'llah al-Mu'azzam Shah ibni al-Marhum Sultan Atau'llah Muhammad Shah (XVII secolo – Kota Bukit Pinang, 22 settembre 1706) è stato sultano di Kedah dal 1698 al 1706.
Venne educato privatamente.
Nel 1678, alla morte del fratello maggiore, venne nominato erede apparente con il titolo di raja muda.
Il 17 novembre 1698 fu proclamato sultano. Risiedette nella città di Kota Bukit Pinang. Durante il suo regno raja muda Ibrahim costruì la città di Limbong e lì si stabilì. Il 17 giugno 1701 ordinò a Ibrahim di realizzare un luogo di sepoltura nella città di Limbong che è conosciuto come mausoleo reale di Langgar. Tutt'oggi in questo luogo vengono sepolti i membri della famiglia reale del Kedah. Si interessò profondamente degli affari interni ed esteri del suo sultanato. Permise a suo figlio Tunku Muhammad Jiwa di viaggiare all'estero.
Si sposò due volte ed ebbe tre figli, due maschi e una femmina.
Morì all'Istana Baginda di Kota Bukit Pinang il 22 settembre 1706 per malattia e fu sepolto nel cimitero reale di Kota Langgar, presso Alor Setar.